# Henry T. Bannon

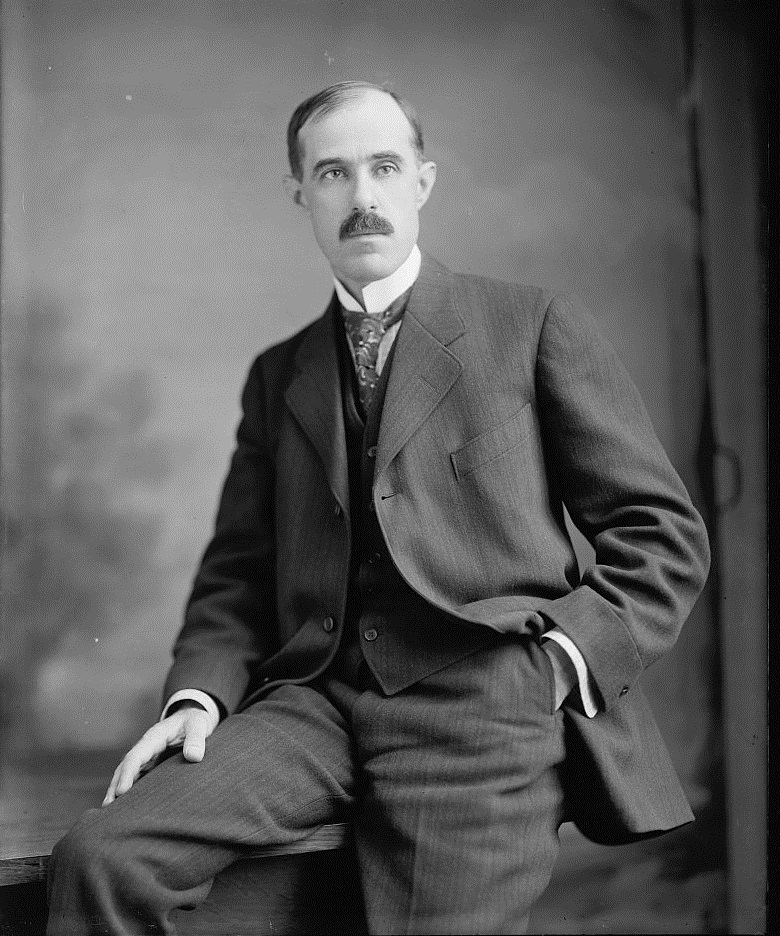
Henry T. Bannon

Henry Towne Bannon (* 5. Juni 1867 bei Portsmouth, Ohio; † 6. September 1950 ebenda) war ein US-amerikanischer Politiker. Zwischen 1905 und 1909 vertrat er den Bundesstaat Ohio im US-Repräsentantenhaus.

## Werdegang
Henry Bannon besuchte die öffentlichen Schulen seiner Heimat. In den Jahren 1885 und 1886 studierte er an der Ohio State University in Columbus. Anschließend setzte er seine Ausbildung bis 1889 an der University of Michigan in Ann Arbor fort. Nach einem Jurastudium und seiner 1891 erfolgten Zulassung als Rechtsanwalt begann er in Portsmouth in diesem Beruf zu arbeiten. Zwischen 1897 und 1902 war er Staatsanwalt im Scioto County. Politisch schloss er sich der Republikanischen Partei an. Bei den Kongresswahlen des Jahres 1904 wurde Bannon im zehnten Wahlbezirk von Ohio in das US-Repräsentantenhaus in Washington, D.C. gewählt, wo er am 4. März 1905 die Nachfolge von Stephen Morgan antrat. Nach einer Wiederwahl konnte er bis zum 3. März 1909 zwei Legislaturperioden im Kongress absolvieren. Im Jahr 1908 verzichtete er auf eine weitere Kandidatur.
Nach dem Ende seiner Zeit im US-Repräsentantenhaus praktizierte Henry Bannon wieder als Anwalt. In den Jahren 1924, 1928, 1932, 1936 und 1940 nahm er als Delegierter an den jeweiligen Republican National Conventions teil. Außerdem war er Direktor der First National Bank of Portsmouth und der Oak Hill Savings Bank sowie bei der Firma Selby Shoe Co. Überdies befasste er sich mit literarischen Angelegenheiten. Er starb am 6. September 1950 in Portsmouth, wo er auch beigesetzt wurde.